# 加藤良之助
加藤 良之助（かとう りょうのすけ、1901年(明治34年)1月1日 - 1944年(昭和19年)5月31日）は、日本の海軍軍人。加藤は潜水艦を専門とする士官で、甲標的の開発にあたって性能実験を、また初期講習員に対しては技術指導を行った。太平洋戦争において潜水隊司令を歴任し、あ号作戦に関連した作戦行動でナ散開線にあった際に乗艦を撃沈され戦死。最終階級は海軍少将。

## 生涯

### 潜水艦専攻士官
加藤は愛知県出身の海兵48期生である。1920年（大正9年）に171名中27番の席次で海軍兵学校を卒業し、翌年6月に少尉に任官した。加藤は、後述するH金物の実験に従事する以前に潜水艦長の経験を有しており、その識見を評価されていた。中佐時代には伊73、伊62、伊74、伊1と4艦で潜水艦長を歴任している。

### 甲標的

#### 性能実験

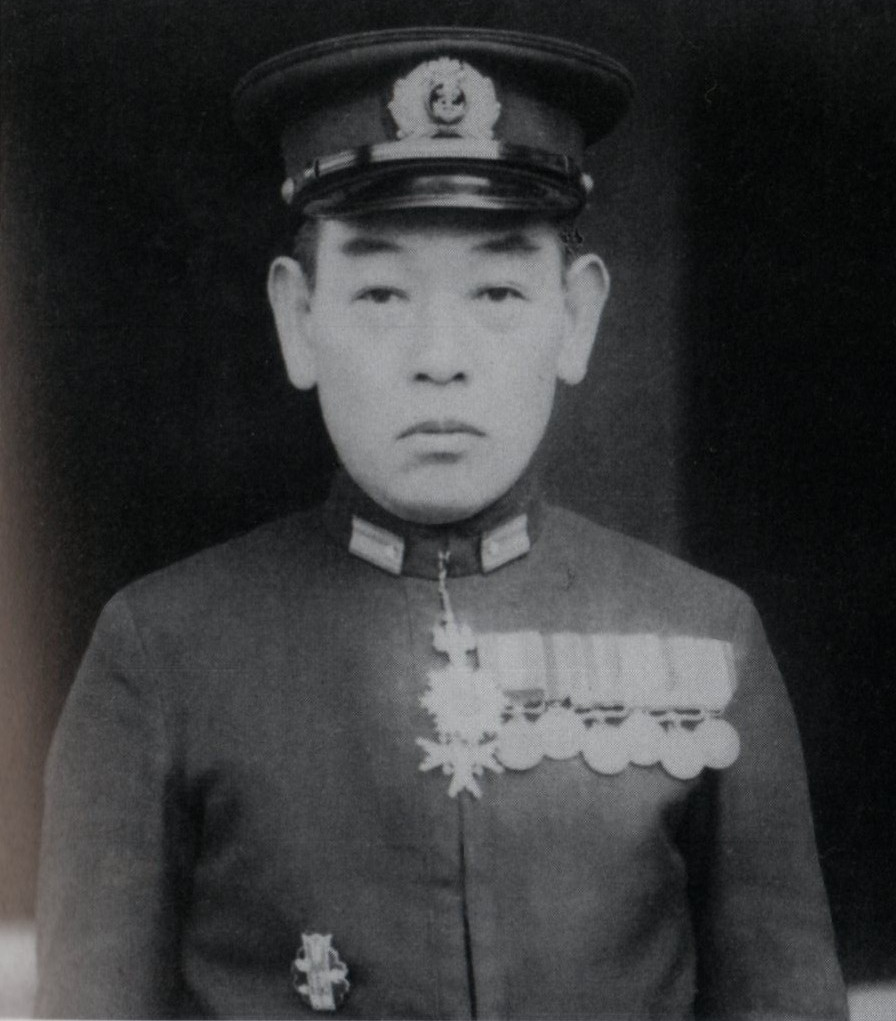
甲標的設計主務者の朝熊利英。千早正隆はその名を明言していないが、設計した某技術中将が落涙しつつ真珠湾攻撃での甲標的使用を批判していたと述べている。

1932年（昭和7年）、呉海軍工廠に対し岸本鹿子治の主導により開発が進められていた兵器の試作命令が下され、翌年8月に完成する。H金物H金物と称されたこの兵器はのちに甲標的と呼ばれることとなる特殊潜航艇であった。中旬には無人航走速力実験が実施され、自動操縦装置のトラブルがあったものの速力24.8ノットを記録する成功を収める。10月3日には有人性能実験が実施されたが、実験委員に選ばれたのが加藤（少佐）と原田新機関中尉であった。加藤は実験に際し遺書を認めている。この性能実験は翌年12月まで行われ、外洋で22ノット、50分の航行に成功したものの、水素爆発などのトラブルが発生している。加藤はその実用性に否定的な評価をしており、また通信装置が装備されていないことを問題視していた。H金物は改善の必要が認められたが、開発はいったん中断した。しかし、翌年末にはその搭載艦として千歳型水上機母艦の建造が開始される。この艦は開戦間際に改装を施し、特殊潜航艇を各12隻搭載することが予定されていた。艦隊決戦において、母船3隻から出撃した36隻の特殊潜航艇が計72本の魚雷を放つことを期待されていたのである。1938年（昭和13年）には名和武の考案などでH金物の改良計画が決定する。この計画では無線装置、空気清浄器の装着、舵の改良による旋回能力の改善などが図られ、翌年7月に試作命令が発せられた。名称は甲標的と定められている。第二次試験を担当したのは関戸好密大尉（海兵57期、のち中佐）と堀俊雄機関中尉で、加藤は呉海軍工廠附としてこの実験に加わった。甲標的は千代田からの発進試験に成功し、外洋での襲撃試験も行われている。第一次試験よりも能力は向上したが、実験自体が完全なものではなく、関戸は実用に疑問を示していた。しかし1940年（昭和15年）9月に甲標的の採用が決定している。

#### 訓練指導官

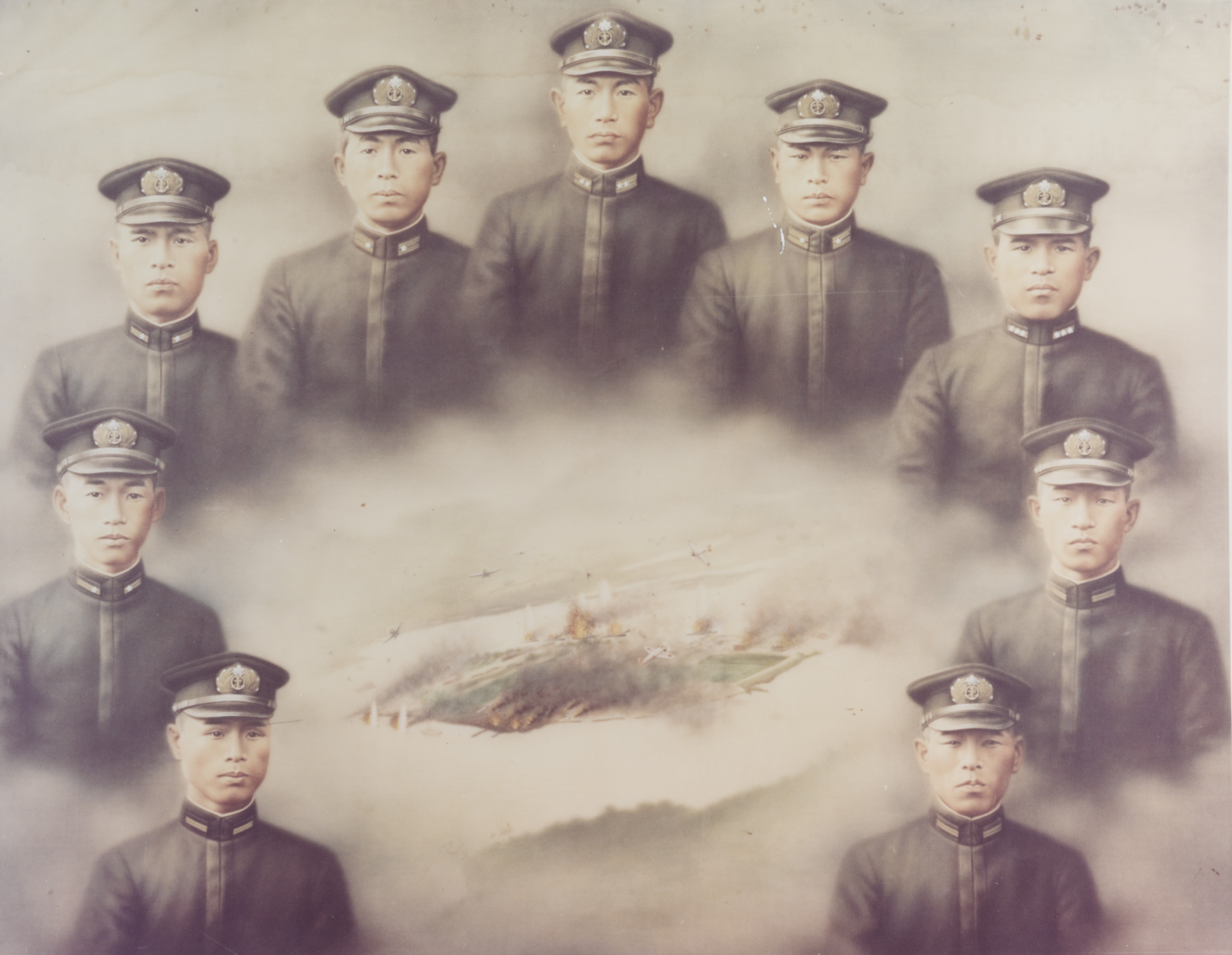
左下から片山義雄、佐々木直吉、横山薫範、横山正治、岩佐直治、古野繁実、広尾彰、上田定、稲垣清 。

同年11月、岩佐直治、秋枝三郎が第一期講習員として発令され、千代田乗組みとなる。翌月には加藤も千代田乗組みを命じられた。甲標的乗員の訓練は千代田艦長の原田覚が責任者であったが、加藤は訓練指導官として講習員の直接指導を行った。第一期訓練は1941年（昭和16年）3月に実施され、加藤は4月から呉海軍工廠附を兼任し、また同月に松尾敬宇、酒巻和男、伴勝久ら士官、下士官計22名が第二期講習員に発令された。
甲標的乗員に対する訓練は呉海軍工廠における座学、潜水学校における机上襲撃演習、基礎訓練、母船からの発進訓練、碇泊艦襲撃訓練と難度を高めていった。初期の洋上訓練は、殉職者が生まれても不思議ではない困難な様相であった。しかし8月には航行艦襲撃訓練に移り、18日には実際の魚雷発射は行っていないものの成功を収めた。9月には応用訓練に入り、夜間における港湾進入、脱出にも成功している。乗員たちは研究会を開いて研鑽を積んでいたが、日米戦争が現実のものとなった場合、甲標的が投入されるべき艦隊決戦が生起するのかが問題となった。岩佐は加藤に港湾進入攻撃について相談し、そのうえで原田に対し意見具申を行った。原田は甲標的の洋上襲撃に疑問を抱いており、岩佐の計画案を具体化し、また有泉龍之助の賛同を得る。こうして甲標的による真珠湾攻撃計画が連合艦隊司令部に上申された。ただしこの経緯については疑問点も指摘されている。11月15日、特別攻撃隊として真珠湾攻撃に参戦することとなった10名の乗員は千代田を退艦。12月8日の攻撃で酒巻和男は捕虜となり、他の9名は戦死して九軍神とされた。加藤は出撃に際し、甲標的の搭載、発進試験などの指導を行っている。

### 潜水隊司令

#### 第六、第三十三潜水隊司令
千代田はミッドウェー海戦に出撃しているが、加藤が乗艦していたかは不明である。1942年（昭和17年）6月には第六潜水隊司令に補されたが、2月弱で第三十三潜水隊司令に移る。この部隊は呂六十型潜水艦の3隻、呂63、呂64、呂68からなり、ミッドウェー海戦後のアリューシャン方面の守備を固めるため、日本の北方を担当する第五艦隊に編入されていた。加藤はキスカ島方面の守備にあたる。麾下の潜水艦は、呂64が、ナザン湾口攻撃に参加したが、9月15日に行われた米軍の空襲で、呂63、呂68は損傷を受け、潜水隊は呉鎮守府部隊に編入となり、練習艦となった。

#### 第五十一潜水隊司令
1943年（昭和18年）8月20日、呂百型潜水艦6隻で第五十一潜水隊が新編され、9月1日に同隊司令に就任する。この艦級は小型の二等潜水艦で、防御的性格である。9月1日時点で第五十一潜水隊には呂100、呂101、呂103、呂104、呂105、呂106、呂108、呂109の8隻があり、各潜水艦長の階級は大尉、年齢は二十歳代で、経験は浅かった。呂101は9月15日に撃沈されている。加藤は整備中の呂104、呂108を除いた各艦を率いてラバウルに進出し、南東方面艦隊（草鹿任一司令長官）の指揮下で作戦行動に入る。直属上官は第七潜水戦隊司令官の大和田昇少将である。しかし1944年（昭和19年）2月17日のトラック島空襲により、日本海軍の一大根拠地であったトラック基地所在の艦船、航空機は壊滅的打撃を受け、第五一潜水隊は先遣部隊に編入された。呂106、呂108は甲潜水部隊に加わり、米機動部隊の迎撃に出撃し、呂104、呂105、呂106、呂109は潜水艦輸送に従事。作戦輸送は13回行われ、うち12回で成功を収める。呂104はいったん日本へ帰還し、呂117が編入された。

### ナ散開線

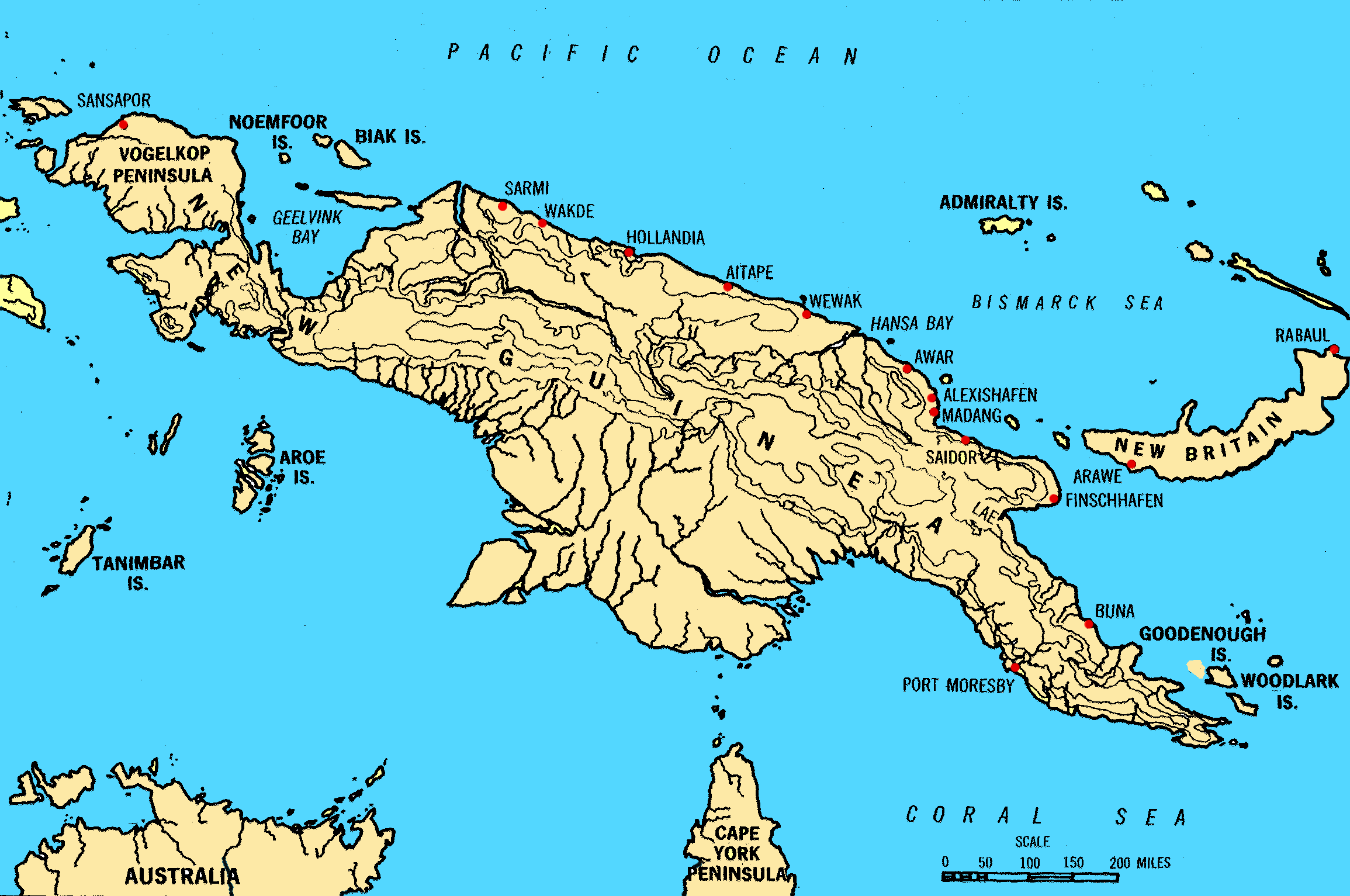
マヌス島は地図中右上部にあるADMIRALTYの一部で、その右側にある島がムッソウ島（南緯2度、東経150度付近）。ナ散開線はムッソウ島の直上付近に位置する。

#### 情勢
この1944年に、米海軍は対潜兵器としてヘッジホッグを太平洋戦線に投入し、ハンター・キラーによる潜水艦攻撃を実施に移そうとしていた。ヘッジホッグは従来の散発的な爆雷攻撃とは異なり、多数の小型爆雷によって潜水艦を攻撃することが可能であった。一方、日本海軍はギルバート・マーシャル諸島の戦いで、参戦した潜水艦9隻のうち6隻を失い、潜水艦作戦を指揮する第六艦隊司令部はその使用方法に反省を抱いた。潜水艦長経験者で戦後戦史叢書の編纂を行った坂本金美は、「連合国側の対潜能力とわが潜水艦の能力についての認識を欠」き、従来の戦訓（レーダー対策の必要など）が活かされておらず、また潜水艦による散開線の用法についても再検討が必要であったと指摘している。潜水艦の実施要員からは潜水艦は通商破壊戦に使用すべきとする意見具申があり、第六艦隊は敵後方を重視した作戦計画を策定する。しかしながら、連合国のケゼリン攻略戦が始まったため、潜水艦の局地投入が続けられることとなった。

#### 甲SSB指揮官

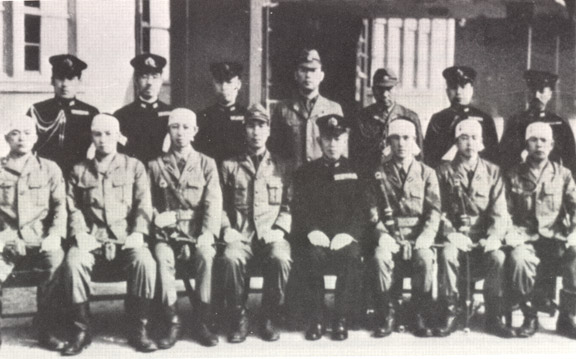
呂109潜水艦長の菅昌徹昭はのちに特攻兵器回天の搭載艦となった伊36で潜水艦長となる。写真は回天轟隊員の出撃記念に撮影され、前列左から4人目が菅昌である。呂112潜水艦長の近藤文武は伊41潜水艦長としてヘッジホッグ攻撃を受け戦死した。

嶋田繁太郎軍令部総長は、5月3日付で豊田副武連合艦隊司令長官に大海指373号（あ号作戦）を示達し、日本海軍は連合国との決戦態勢に入る。この大海指では中部太平洋ヨリ比島又は豪北方面での戦闘が想定されていた。潜水艦先遣部隊は偵察、邀撃の命令を受けて出撃し、第五一潜水隊の各艦は、日本、トラック、サイパンからナ散開線に出撃した。この散開線は連合艦隊と第六艦隊の協議で決定され、位置はマヌス島北方の北緯0度、東経150度付近である。この位置は、連合国の来攻が想定されていた西カロリン（マリアナ諸島の南方）への経路と考えられていた。
加藤は甲SSB指揮官として7隻を率い5月22日に展開を終えた。各艦の配置は北東から南西方向に、呂106、呂104、呂105、呂116、呂109、呂112、呂108である。しかし同日に呂106が撃沈され、また翌日には哨戒機によって呂104が発見されたと推定される。大和田司令官は23日に北東の三隻に南東方向へ移動を命じ、これに対応して潜水艦が電波を出した。25日、危険を感知した呂109は独断で西方向に移動する。28日、大和田司令官は全艦に西方への移動を、30日以降、順次帰還命令を発している。しかし帰還したのは呂109と呂112の2隻であった。
加藤指揮下の潜水艦5隻は22日から31日にかけて次のように撃沈されていたのであった。加藤自身は呂105に乗艦しており、5月31日に戦死している。この潜水艦の大量喪失はナ散開線の悲劇とも呼ばれる。
| 日付 | 艦名  | 出来事 | 原因             | 潜水艦長 | 戦死者数 |
| ---- | ----- | ------ | ---------------- | -------- | -------- |
| 5/22 | 呂106 | 撃沈   | ヘッジホッグ攻撃 | 宇田恵泰 | 49名     |
| 5/23 | 呂104 | 撃沈   | ヘッジホッグ攻撃 | 出淵愈   | 58名     |
| 5/24 | 呂116 | 撃沈   | ヘッジホッグ攻撃 | 岡部猛   | 56名     |
| 5/26 | 呂108 | 撃沈   | ヘッジホッグ攻撃 | 小針寛一 | 53名     |
| 5/31 | 呂105 | 撃沈   | ヘッジホッグ攻撃 | 井上順一 | 55名     |

米海軍は哨戒機による発見、無線状況、理論的な推測から潜水艦の位置を推定し、ハンター・キラーグループを派遣した。レーダーで潜水艦を探知したうえで護衛駆逐艦イングランドが、ヘッジホッグによってナ散開線にあった5隻を撃沈したのである。こののち連合国軍はビアク島、マリアナ諸島に出現し、ビアク島の戦い、サイパン島の戦い、マリアナ沖海戦が生起した。

## 履歴
- 1932年（昭和7年）11月15日 – 任海軍少佐
- 1933年（昭和8年）10月3日 – H金物有人実験
  - 11月15日 - 潜水学校教官兼呉海軍工廠潜水艦部員
- 1934年（昭和9年）夏 – H金物外洋実験
- 1937年（昭和12年）8月10日 – 伊号第七十三潜水艦長[40]
  - 12月1日 – 任海軍中佐[41]、伊号第六十二潜水艦長[42]
- 1938年（昭和13年）11月1日 – 伊号第七十四潜水艦長[43]
- 1939年（昭和14年）11月20日 – 伊号第一潜水艦長[44]
- 1940年（昭和15年）7月6日 - 呉海軍工廠附[45]
  - 9月16日 - 伊号第一潜水艦長[46]
  - 10月30日 - 呉鎮守府附被仰付[47]
  - 11月25日 - 臨時伊号第九潜水艦艤装員長被仰付[48]
  - 12月20日 – 臨時伊号第九潜水艦艤装員長被免、臨時千代田乗組被仰付[49]
- 1941年（昭和16年）2月1日 – 千代田乗組[50]
- 1942年（昭和17年）6月20日 – 第六潜水隊司令
  - 7月31日 - 第五艦隊司令部附[51]
  - 8月13日 – 第三十三潜水隊司令
  - 11月1日 – 任海軍大佐
  - 11月5日 - 兼呂号第六十八潜水艦長[52]
- 1943年（昭和18年）3月16日 - 免兼職呂号第六十八潜水艦長[53]
  - 5月25日 - 兼呂号第六十四潜水艦長[54]
  - 9月1日 – 第五十一潜水隊司令